# Вільчинський Володимир Тадейович
Володимир Тадейович Вільчинський (2 квітня 1931, село Федорівка, тепер Жмеринського району Вінницької області — 9 серпня 2021, село Уланів Хмільницького району Вінницької області) — український радянський діяч, голова колгоспу «Дружба» Хмільницького району Вінницької області, Герой Соціалістичної Праці (8.12.1973). Член ЦК КПУ в 1976—1990 роках. Член ЦК КПРС у 1990—1991 роках.

## Біографія
Народився в селянській родині. Закінчив Федорівську початкову школу, Копистиринську семирічну школу, Пеньківську середню школу. У 1951 році закінчив Тульчинську сільськогосподарську школу ветеринарних фельдшерів Вінницької області.
У 1950—1951 роках — ветеринарний фельдшер Сосновецького цукрового комбінату Вінницького цукротресту Вінницької області.
У 1951—1954 роках — служба в Радянській армії.
З 1954 року — заступник голови правління колгоспу «Перемога» села Федорівка Шаргородського району Вінницької області.
Член КПРС з 1955 року.
У 1956—1958 роках — слухач радянської партійної школи при Станіславському обласному комітетові КПУ.
У 1958—1959 роках — голова правління колгоспу «Перемога» Шаргородського району Вінницької області.
У 1959—1968 роках — голова правління колгоспу імені Шевченка села Копистирин Шаргородського району Вінницької області.
У 1966 році закінчив агрономічний факультет Української сільськогосподарської академії.
У 1968—2006 роках — голова правління колгоспу «Дружба» села Уланів Хмільницького району Вінницької області.
Потім — радник генерального директора Агропромислового науково-виробничого підприємства «Візит» Хмільницького району Вінницької області.
Член Народної аграрної партії України. Обирався депутатом Вінницької обласної ради.
Помер 9 серпня 2021 року в селі Уланів Вінницької області.

## Нагороди
- Герой Соціалістичної Праці (8.12.1973)
- три ордени Леніна (8.12.1973)
- орден Дружби народів
- орден «За заслуги» ІІІ ступеня
- медалі
- Заслужений працівник сільського господарства Української РСР
- Почесний громадянин Хмільницького району (2003)
- Почесний громадянин села Федорівка Жмеринського району (2020)